# 631년

## 연호
- 당(唐) 정관(貞觀) 5년
- 신라(新羅) 건복(建福) 48년

## 기년
- 당(唐) 태종(太宗) 5년
- 신라(新羅) 진평왕(眞平王) 53년
- 고구려(高句麗) 영류왕(榮留王) 14년
- 백제(百濟) 무왕(武王) 32년

## 사건
- 고구려 연개소문 천리장성 축조 고구려의 서쪽 변경지방 요동 일대에 쌓은 천리장성은 북쪽에서 남쪽으로 능안고성, 부여성, 신성, 개모성, 요동성, 안시성 , 건안성, 득리사성, 비사성을 연결하고 있었다.

부여성 (한자 :扶餘城) : 창춘시 눙안 현
신성 (한자 :新城) : 푸순 시
현도성 (한자 :玄菟城)
개모성 (한자 :蓋牟城) : 선양시
요동성 (한자 :遼東城) : 랴오양 시
백암성 (한자 :白巖城) : 랴오양 시 덩타 시
안시성 (한자 :安市城) : 안산 시 하이청 시
건안성 (한자 :建安城) : 잉커우 시 가이저우 시
비사성 (한자 :卑沙城) : 다롄시 진저우 구
최근에 제기된 학설

## 탄생
- 일본 40대 천황 덴무

## 사망
- 신라(新羅)의 관리(官吏) 석품(石品)
- 고구려(高句麗)의 막리지(莫離支) 연태조(淵太祚)